# Aleš Hanák
Aleš Hanák (sinh ngày 7 tháng 7 năm 1977, tên khai sinh Jiří Turyna) là một nam diễn viên khiêu dâm người Cộng hòa Séc. Anh xuất hiện trong các bộ phim khiêu dâm về tình dục đồng giới và các chùm ảnh khỏa thân. Anh khá thành công trong diễn xuất nhờ có một hình thể đẹp và một dương vật có kích thước khá lớn (21,8 cm). Cùng với Pavel Novotny, anh là một trong những diễn viên khiêu dâm nam nổi tiếng nhất của Đông Âu hiện nay.

## Thông tin về Aleš Hanák
- Ngày sinh: 7 tháng 7 năm 1977
- Nguyên quán:  Cộng hòa Séc
- Chiều dài dương vật: 21,8 cm
- Chiều cao: 1,97 m
- Cân nặng: 98 kg
- Màu mắt: Xanh nước biển
- Màu tóc: Nâu
- Tên khác: Jirka Kalvoda, Petr Katja, Jiří T, George Kostelansky, Jeremy, Quint, Ivan, Nicola Gismondi, Jarda Kolar, Jirka Kazvopa
- Aleš Hanák trên IMDb